# Eduardo Sánchez Torel
Eduardo Sánchez Torel (años veinte, Buenos Aires) es un actor argentino nacionalizado español de teatro, cine y televisión.

Mi madre colaboraba como actriz en un grupo de aficionados en Argentina que realizaban funciones para recaudar fondos para defender la República en España. Mi padre no lo era pero también actuaba de forma espóradica. Recuerdo que los vi actuar en una obra en la que hacían de de marido y mujer, y mi madre le tenía que poner los cuernos. La obra no me gustó pero me quedé fascinado al ver actuar a mi madre. Ahí empezó mi pasión por la actuación. El placer que siento al poder ser distintas personas, es sólo comparable al placer de un orgasmo. Mi padre siempre me dijo que por encima de todo había que ser agradecido, y yo estoy inmensamente agradecido por la oportunidad que me ha dado la vida de ser actor.
Eduardo Sánchez Torel

Después de completar sus estudios en el Conservatorio de Arte Escénico de Buenos Aires en 1952, debutó como actor de una compañía de teatro aficionado a finales de los años cuarenta. Desde esa fecha y hasta la actualidad, ha desarrollado una intensa carrera profesional como actor, autor y director focalizada principalmente en el teatro, pero también en la radio, el cine y la televisión.
Desde 1969 hasta 1993 residió en Madrid (España), y desde 1994 hasta 2007 en La Habana (Cuba). Desde entonces se estableció definitivamente en Madrid.
Actualmente es académico de la Academia de la Artes y Ciencias de Televisión (España).

## Trayectoria profesional

### Teatro
En teatro, desde 1947 y hasta 1968 representó obras de Esquilo, Sófocles, Eurípides, Calderón de la Barca, Lope de Vega, Tirso de Molina, Shakespeare, Molière, Goldoni, Unamuno, Graham Greene, Dario Nicodemi, Von Honmastal, García Lorca, Thierry Maulnier, Sartre, Ionesco, Marcel Aime y varios autores argentinos, entre otros.
En 1961 debutó como director con la comedia Departamento de solteros, del autor estadounidense Richard Reich. En esta faceta dirige varias obras del autor argentino José de Thomas y de varios autores universales como García Lorca, Camus y Tennessee Williams y contemporáneos como el ya citado Richard Reich.
Como actor, autor y director de espectáculos infantiles estrena las siguientes comedias: Payasín y los sueños de Don Polilla, Payasín en el mundo de los juguetes, Payasín y pelusita, Payasín en el planeta desconocido, Las andanzas de Payasín, Payasín y sus amigos, El show de Payasín, Paseando con Payasín, Payasín en el concurso y Payasín en el circo.
Durante el periodo 1969-1987 forma una compañía de teatro para niños y realiza temporadas en los teatros Alcalá Palace, La Zarzuela, María Guerrero, Teatro Español y Centro Cultural de la Villa (actualmente Teatro Fernando Fernán Gómez) a la vez que realiza giras por toda España. Actúa en diferentes compañías de teatro y además es adjunto a la dirección y actor de la compañía de teatro clásico que dirige Manuel Canseco desde 1982 hasta 1987 con actuaciones en toda España y en otros países.
Funda y dirige la compañía Primer Estudio en 1984, estrenando La hija de Hamlet de José Luis Alegre Cudós y Ya nadie recuerda a Frederic Chopin del autor argentino Roberto Cossa.
Para la Compañía de Teatro de Buenos Aires dirige la comedia Fifty-Fifty de Jorge Goldenberg en 1990.
En febrero de 1992 estrena, actuando y dirigiendo, en el Centro Cultural de la Villa de Madrid, la comedia del autor chileno Marco Antonio de la Parra titulada La secreta obscenidad de cada día. Con esta obra inaugura el Festival de Teatro de San José de Costa Rica y de vuelta hace otra temporada con la misma obra en la Sala Mirador de Madrid.
El 11 de febrero de 1995 estrena en la Sala Cobarrubias del Teatro Nacional de La Habana su versión de Ricardo III de W. Shakespeare, como primer actor y director, acompañado por primeras figuras del Teatro Cubano. El 19 de marzo del mismo año presenta, también como actor y director en el Gran Teatro de La Habana, la comedia La secreta obscenidad de cada día, esta vez con el actor Argelio Sosa.
El 10 de marzo de 1996 presenta en la Sala Covarrubias del Teatro Nacional de La Habana de nuevo la comedia Fifty-Fifty, esta vez dirigiendo y asumiendo uno de los dos personajes, con el actor Iván Balmaceda.
También en 1996 crea la videoteca del Consejo Nacional de las Artes Escénicas, donando treinta obras de la serie Iberoamérica y su teatro, junto con otras grabaciones de Teatro Español, sumando entre todas más de cincuenta.
El 15 de marzo de 1997 estrena en la Sala Alejo Carpentier del Gran Teatro de La Habana la obra del autor francés Thierry Maulnier El profanador, como director y protagonista, rodeado de calificadas figuras del Teatro Cubano.
En 1998 realiza giras por distintas ciudades de Cuba, dando conferencias sobre el tema del teatro en televisión y mostrando distintas obras de la serie Iberoamérica y su teatro.
En marzo de 1999 participa junto a Alina Sánchez en el montaje de la zarzuela María la O que recorrerá varias ciudades españolas. María la O se estrenó en La Habana el 23 de abril de 1999, en el Teatro García Lorca, donde interpreta el papel de Conde de Las Vegas formando pareja con la primera actriz cubana Rosita Fornés.
Con alumnos de los talleres que impartió durante 1999 (ver sección «Enseñanza») crea un grupo de teatro, el Proyecto Payasín del Gran Teatro de La Habana, con los que estrena el día 30 de abril en la Sala García Lorca la comedia musical para niños Payasín y los sueños de Don Polilla, de la cual es autor. Posteriormente y dentro del evento La Huella de España se dan dos funciones en el Centro Cultural de España y en el Museo de Ciencias Naturales de La Habana. El 20 de mayo del mismo año en la Sala Antonín Artaud el grupo presenta La secreta obscenidad de cada día de nuevo. En ambas comedias actúa y dirige. En noviembre en la misma sala estrena con el grupo de teatro la obra del mexicano Emilio Carballido Rosa de dos aromas, bajo su dirección. En enero del 2001 comienza con su grupo una labor comunitaria presentando una vez por mes en las salas Antonín Artaud y Alejo Carpentie un espectáculo para niños de distintas escuelas.
En febrero de 2001 comienza un nuevo taller de Iniciación al Arte de Interpretar y prepara el estreno de una nueva obra suya para niños, teniendo también como personaje al muñeco Payasín. En este caso la obra se titula Payasín en el mundo de los juguetes y su estreno se llevó a cabo el día 7 de abril a las 10 a. m.. en la sala García Lorca, repitiéndose al día siguiente y a la misma hora.
El día 6 de mayo de ese mismo año comienza una temporada, que se mantiene durante cinco años, en el Anfiteatro de la ciudad de La Habana con la obra Payasín y los sueños de Don Polilla y posteriormente estrena otros cuatro espectáculos infantiles. Paralelamente al frente del Proyecto Payasín, continúa una importante labor comunitaria en escuelas, museos, Plaza Vieja y Hogar de niños discapacitados, entre otros.
En el 2002, como homenaje al día 4 de abril realiza, durante dos fines de semana, representaciones en la Sala Covarrubias del Teatro Nacional con la obra Payasín en el mundo de los juguetes. En este mismo año, junto con el director Nelson Dorr monta y estrena en el Teatro Nacional Romance a Federico, con guion de ambos, colaborando con Jesús Barreiro. Este espectáculo, basado en los últimos momentos de García Lorca, contó con cuarenta artistas en escena entre actores, y músicos, cantantes y bailarines del Grupo Flamenco Ecos. Se representó durante dos fines de semana en la sala Covarrubias y más tarde dentro del evento La huella de España, durante un fin de semana en la sala García Lorca del Gran Teatro.
En julio de 2007 montó y estrenó con su grupo La Carreta de Tespis, el show para niños Los muñecos de Don Polilla, en la sala Lecuona del Gran Teatro de La Habana.
Además, el 15 de mayo de 2012, el actor y guionista estrena en la sala Bertolt Brecht en La Habana (Cuba) la obra teatral basada en su propia vida, llamada Derribando muros en las Quintas Jornadas Cubanas contra la Homofobia, con la presencia de Mariela Castro (hija del presidente Raúl Castro).

### Televisión
En cuanto a su labor en televisión, comienza presentando un ciclo de películas de Tomás Gutiérrez Alea en Cuba, en 1987 y trabaja en Televisión Española desde 1986 hasta 1993 creando y dirigiendo entre otros programas las series La Otra Mirada e Iberoamérica y su teatro, esta última con un total de 30 programas. Para esta serie fueron grabadas las obras cubanas María Antonia de Eugenio Hernández, Dos viejos pánicos de Virgilio Piñera y Pasión malinche de Alberto Pedro Torriente y muchas otras obras de otros países como Argentina, Uruguay, Chile, Bolivia, Brasil, Colombia, Venezuela, Costa Rica, Perú y México.
En 1998 trabaja para la productora Kartelvisa en Te sigo esperando, de Héctor Quintero. También rueda en ese año un programa piloto de otra serie de Teatro Latinoamericano para la televisión.
Es en 2002 cuando estrena una serie infantil que será muy importante para su carrera: se trata de La casa de Don Polilla, serie basada en su obra de teatro Payasín y los sueños de Don Polilla. Esta serie dará lugar más tarde a otra serie infantil, Don Polilla, que constará de 32 capítulos rodados entre los años 2004 y 2006.
Ya en el 2012 actúa como parte del reparto en el capítulo 'Lince-encia para matar' de la famosa serie Aída.

### Cine
Sus pasos en el cine comenzaron en  cortometrajes en 1980 con La otra cara de Payasín, obra que escribió, dirigió y protagonizó.
Entre 1981 y 1983 actúa en dos  largometrajes, llamados Apaga y vámonos y Me buscaste la ruina, película de la cual surgió en 1986 un cortometraje homónimo en el cual interpreta el papel de un político corrupto.
También realiza las funciones de director artístico desde 1994 hasta la actualidad en la empresa Kartelvisa, productora de cine y televisión para España y Latinoamérica.
En 1995 irrumpe en el terreno del documental con la obra Cita en la Habana, que trata sobre el Festival de Teatro de La Habana y fue proyectado en el Festival de Teatro de Cádiz, en el Festival de Cine y Video de La Habana y difundido a todo el mundo por el Canal Satélite de Televisión Española.
Trabaja como asesor artístico y director de casting en 1998 en el largometraje Cuarteto de la Habana, película presentada en el Festival de Cine de La Habana. Más tarde, en 2006, volverá a realizar la misma labor en el filme Siempre Habana, con guion de Héctor Quintero y estrenada en el Festival de Cine de La Habana.
En 2002 protagoniza la película La Casa de Don Polilla, distribuida por el ICAIC (Instituto Cubano de Arte e Industria Cinematográficos).
Vuelve al cortometraje en 2007 con Palomas Blancas, que consiguió gran reconocimiento. Este corto fue premiado en el Festival Metrópolis 2008, Selección Oficial en el II Festival Internacional de Cortometrajes de Toluca (México), Mención Honorífica en el IV Festival de Cortometrajes El Cine a las calles (Ciudad de México) , y también seleccionado en la XX Marato de Cinema fantastic i de terror de Sanst (Barcelona), y en el II Festival Internacional de Cortometrajes Alocortico (Madrid).
Siguiendo con el cortometraje, en 2008 coprotagoniza La Luz Velada, dirigido por David Barco. Ya en el 2009 coprotagoniza otro cortometraje titulado La cruaquet, dirigido por Asier Iza.

### Radio
En radio, durante el periodo 1970-1986, trabajó como director, realizador y guionista de programas dramáticos y culturales en RNE (Radio Nacional de España), colaborando también con otras emisoras.

## Enseñanza
Desde sus comienzos como actor de teatro, siempre ha sentido una gran pasión por su profesión. Tanto que a partir de 1999 no se conforma sólo con actuar, sino que decide transmitir sus conocimientos y ayudar a aquellos que comparten su pasión y desean convertirse en grandes actores. Así, del 13 de septiembre al 3 de diciembre de 1999 imparte un taller de Iniciación al arte de interpretrar en el Gran Teatro de La Habana.
El 1 de febrero de 2000 inicia dos talleres en el mismo teatro que le dio la oportunidad el año anterior. Uno de los talleres ya era conocido, el de Iniciación al arte de interpretar y crea otro de Perfeccionamiento, para aquellos alumnos más avanzados. Ambos cursos tuvieron lugar hasta fines de junio, reiniciándose después de verano y repitiéndose en el año 2003 en el caso del curso de iniciación.
En cuanto a la labor comunitaria, el actor se presenta al frente de su grupo de teatro para representar su papel de Payasín en distintos lugares como el Hospital William Soler, el Pediátrico de Centro Habana, el Hogar de Niños Discapacitados Senén Casas Regueiro, el ICA de San José de las Lajas, así como ejerciendo de invitado por el Poder Popular en San Miguel del Padrón, círculos infantiles y distintas escuelas.

### Varios
En el 1995 es presentado su poemario Vivencias, asistiendo al acto destacadas personalidades del mundo cultural cubano como Nissia Agüero, Alina Sánchez, Miguel Barnet y Lecsy Tejeda, entre otras.
Ya en el 1999 imparte un taller de “Iniciación al arte de interpretar” en el Gran Teatro de La Habana.
Del 2000 al 2003 imparte dos talleres de teatro en el Gran Teatro de La Habana, uno de “Iniciación al arte de interpretar” y
otro de “Perfeccionamiento”.
Posteriormente, consigue ser considerado como Académico de la Academia de la Artes y Ciencias de Televisión (España).
En el 5 de marzo de 2012 el autor participa en un homenaje a los tesoros vivos de la televisión organizado por Academia de Televisión y la Universidad Europea de Madrid, que contó con la presencia de Sus Altezas Reales los Príncipes de Asturias.

## Publicaciones
Además de todas las labores que realiza en el campo audiovisual, el actor también escribe, no sólo guiones y obras de teatro sino también poesía. Es en 1995 cuando es presentado su poemario Vivencias, asistiendo al acto destacadas personalidades del mundo cultural cubano como Nissia Agüero, Alina Sánchez, Miguel Barnet y Lecsy Tejeda, entre otras.
En el año 2010 se decide a publicar su libro autobiográfico Derribando muros. Después de tanto tiempo… Payasín, en el cual quiere demostrar, a través de su experiencia, la importancia de un medio de comunicación como la televisión cuando se pone al servicio de la formación cultura y humana de la niñez. A propósito del lanzamiento de su libro y haciendo un repaso a toda su carrera, el programa de Telecinco No solo música le dedicó un reportaje en octubre de 2011.

## Premios
A lo largo de su prolífica carrera, ha conseguido numerosos premios especialmente por su labor con el público infantil. Su primera distinción le llegó en 1990 con el Premio Ollantay de manos del CELCIT (Centro Latinoamericano de Investigación Teatral) de Venezuela, por la serie de televisión Iberoamérica y su teatro.
El 30 de noviembre de 1999, la Asociación de Artistas Escénicos de la UNEAC le otorga el diploma como Miembro de Honor por su contribución al desarrollo del arte en Cuba. Al año siguiente (2000) recibe la misma distinción de manos de la UNEAC.
En 2002 recibió el premio Caracol por la serie de televisión La casa de Don Polilla.
Por su labor dedicada al público infantil en radio, teatro, televisión y grabaciones musicales, ha recibido además los siguientes premios:
| Año  | Ceremonia                                                 |
| ---- | --------------------------------------------------------- |
| 1964 | Premio Fondo Nacional de las Artes                        |
| 1964 | Premio Festival de Televisión de Mar de Plata             |
| 1965 | Premio Fondo Nacional de las Artes                        |
| 1965 | Premio Asociación de Periodistas de la Televisión         |
| 1966 | Premio Festival de Televisión de Rosario                  |
| 1966 | Premio Asociación de Periodistas de la Televisión         |
| 1966 | Premio del Semanario Católico Esquiu (Cruz de Plata)      |
| 1967 | Premio Festival de Televisión de Córdoba                  |
| 1967 | Premio Festival Internacional del Disco del Mar del Plata |
| 1968 | Premio Festival Internacional del Disco del Mar del Plata |